# Protichisma albibarbis
Protichisma albibarbis är en tvåvingeart som beskrevs av Charles Howard Curran 1930. Protichisma albibarbis ingår i släktet Protichisma och familjen rovflugor.
Artens utbredningsområde är Panama. Inga underarter finns listade i Catalogue of Life.